# Liopholis personata
Liopholis personata — вид сцинкоподібних ящірок родини сцинкових (Scincidae). Ендемік Австралії.

## Поширення і екологія
Liopholis personata мешкають в горах Фліндерс на території Південній Австралії.